# كيندرهوك (إلينوي)
كيندرهوك (بالإنجليزية: Kinderhook)‏ هي منطقة سكنية تقع في الولايات المتحدة في إلينوي. يقدر عدد سكانها بـ 249 نسمة .

## الموقع الجغرافي
الموقع الجغرافي للمناطق المحيطة بهذه النقطة هو كالتالي:

## أعلام
- دانيال دبليو. بيل